# Kurpark Bad Hall

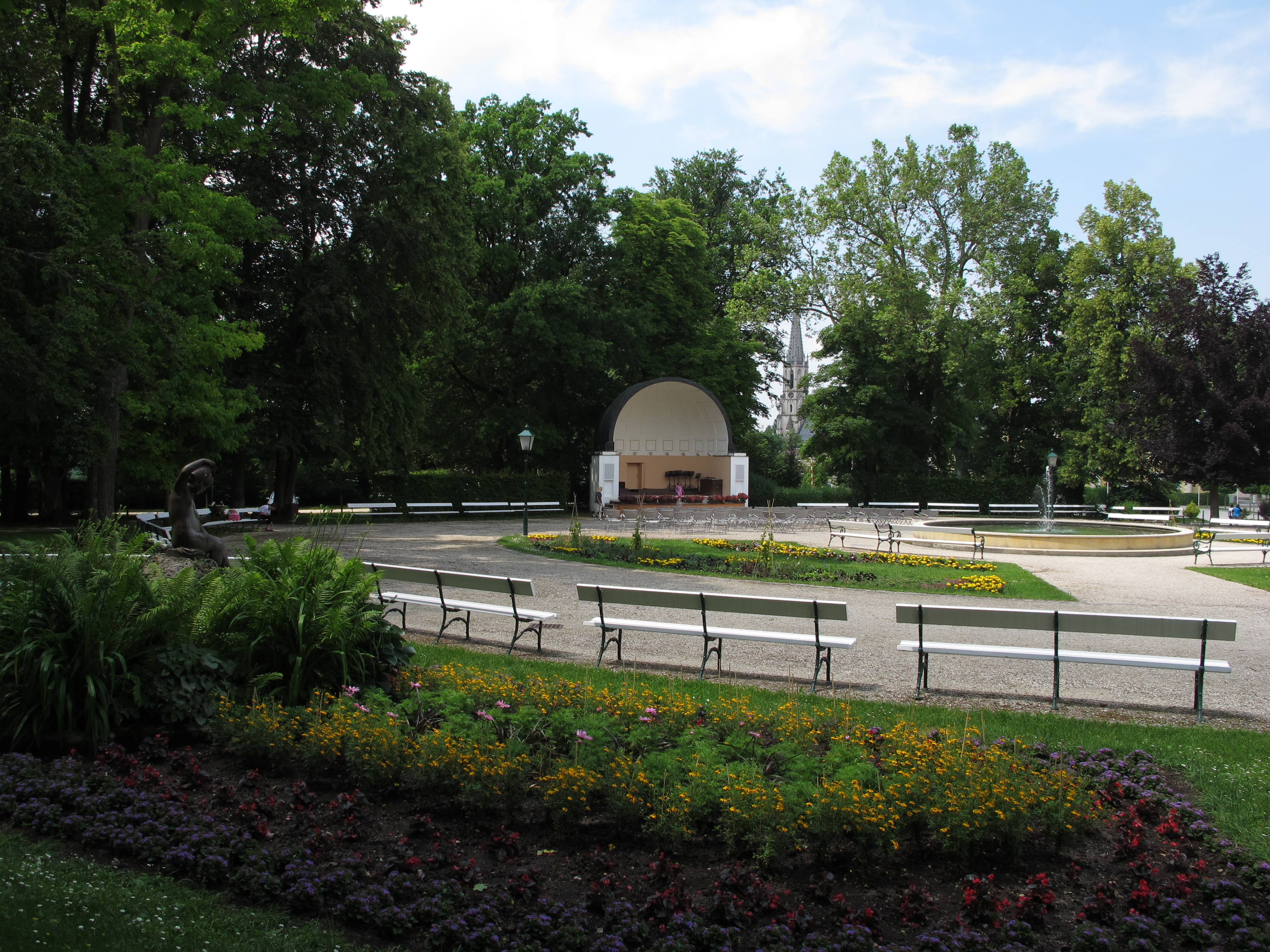
Kurpark Bad Hall – Springbrunnen und Musikpavillon

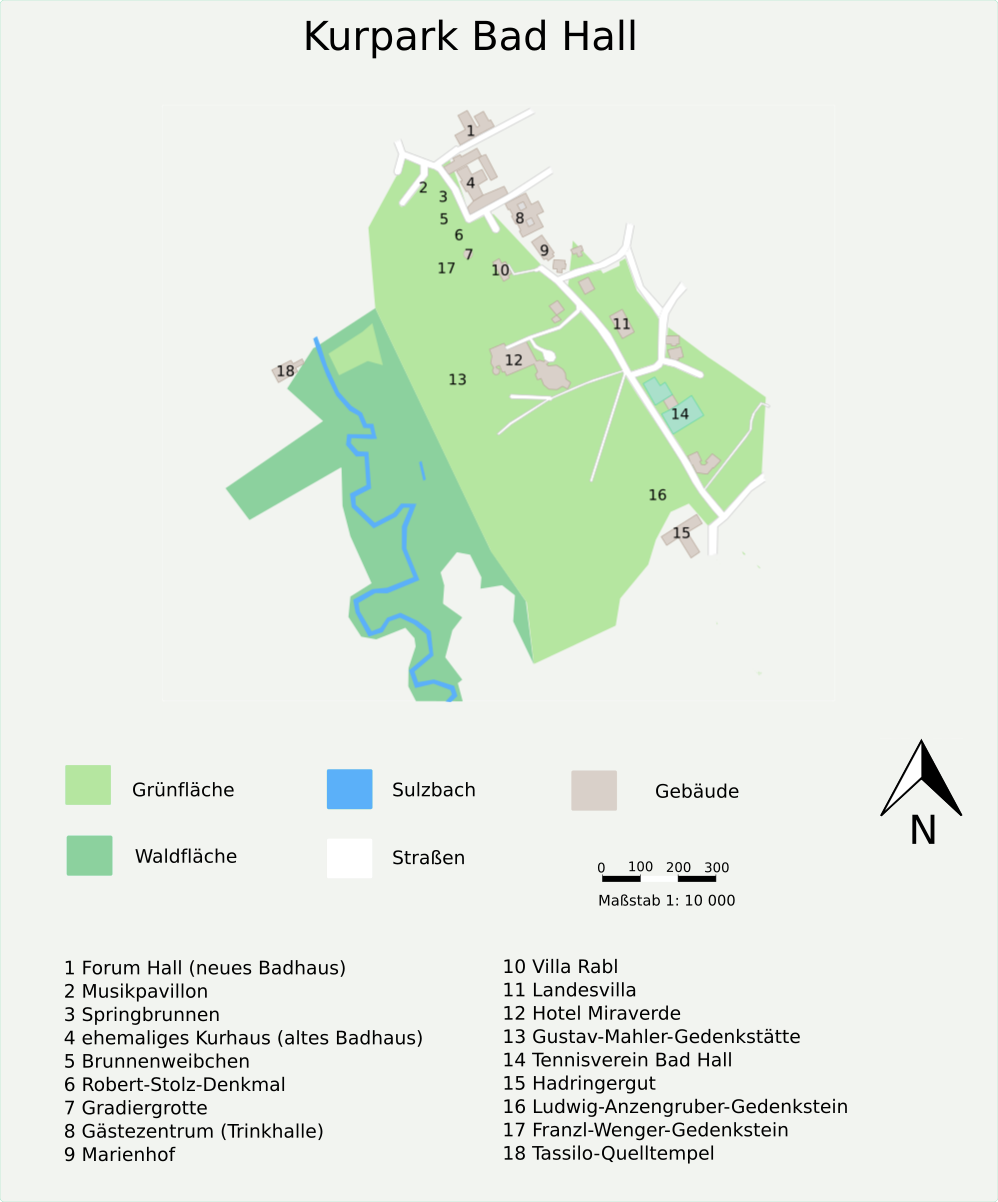
Lageplan Kurpark Bad Hall

Der Kurpark Bad Hall ist ein etwa 34 Hektar großer Park in Bad Hall, welcher zwischen 1855 und 1857 als Landschaftsgarten (damals: Badgarten) von Josef Runkel (1817–1899), dem Hofgärtner des Stifts Kremsmünster, angelegt wurde. Der Park ist von mehreren Villen umgeben und wurde nach und nach erweitert. Im Kurpark befinden sich unter anderem eine Gustav-Mahler-Gedenkstätte, vier Spielplätze sowie weitere künstlerische Installationen, Themengärten und ein Fitnesspark. Auch eine Tennisanlage mit vier Sandplätzen und einem Kinderplatz befindet sich am Gelände.
Vom 22. April bis 26. Oktober 2005 fand dort die Landesgartenschau statt.

## Übersicht
Der Kurpark befindet sich im Südwesten von Bad Hall und grenzt unmittelbar an das Stadtzentrum an. Teile des Kurparks liegen im Gemeindegebiet von Pfarrkirchen bei Bad Hall, wobei die Gemeindegrenze entlang des Sulzbachs verläuft. Die in dessen Tal liegenden Waldgebiete liegen dabei tiefer als die zu Bad Hall gehörenden Grünflächen, wobei diese beiden Parkteile durch Wege miteinander verbunden sind. Der Großteil des jederzeit öffentlich zugänglichen Parkes ist im Besitz des Landes Oberösterreich und wird vom EurothermenResort Bad Hall verwaltet.
Das langfristige Ziel der Eurothermen ist es, den Kurpark in seiner Größe und Pracht zu erhalten und das Thema Gesundheit zu integrieren. Hier wurden mit der im Jahre 1999 künstlich errichteten Gradiergrotte, dem Fitnesspark, welcher im Zuge der Landesgartenschau gebaut wurde, und 2018 mit dem Yolatespfad (Yolates ist eine Mischung aus Yoga und Pilates) mit beschilderten Stationen, Akzente in diese Richtung gesetzt. 2019 sollen Yogaplattformen im Park folgen. Für 2020 plant man die Beschilderung seltener Bäume, Themengärten und weitere Gebäude.
Das Budget für den Kurpark wird unter anderem für Personalkosten der Parkpfleger, Bepflanzung, Mäharbeiten, Reinigung, Winterdienst, Maschinen, Fuhrpark, Baumkontrolle und -pflege, Müllentsorgung, Grün- und Strauchschnittentsorgung, Vandalismus und Wegerhaltung aufgewendet.

## Geschichte
Der Kurpark entstand in den Jahren 1855 bis 1857 nach englischem Vorbild in der Größe von 16.000 Quadratmeter. Er wurde beim Bau des alten Badehauses angelegt und vom Gärtner des Stifts Kremsmünster, Josef Runkel, gestaltet. Der Typus des Englischen Gartens hatte sich seit dem 18. Jahrhundert in ganz Europa als Kontrast zum Barockgarten, in dem auf strenge Linien und Geometrie geachtet wird, ausgebreitet. Stil und Form des Landschaftsgartens hingegen sind durch eine natürliche Gartengestaltung gekennzeichnet, in der kaum Blühpflanzen zu finden sind. Vielmehr sollte sich darin das natürliche Landschaftsbild widerspiegeln, was den Ausdruck einer moralisch-aufklärerischen Gesellschaft wiedergeben sollte.

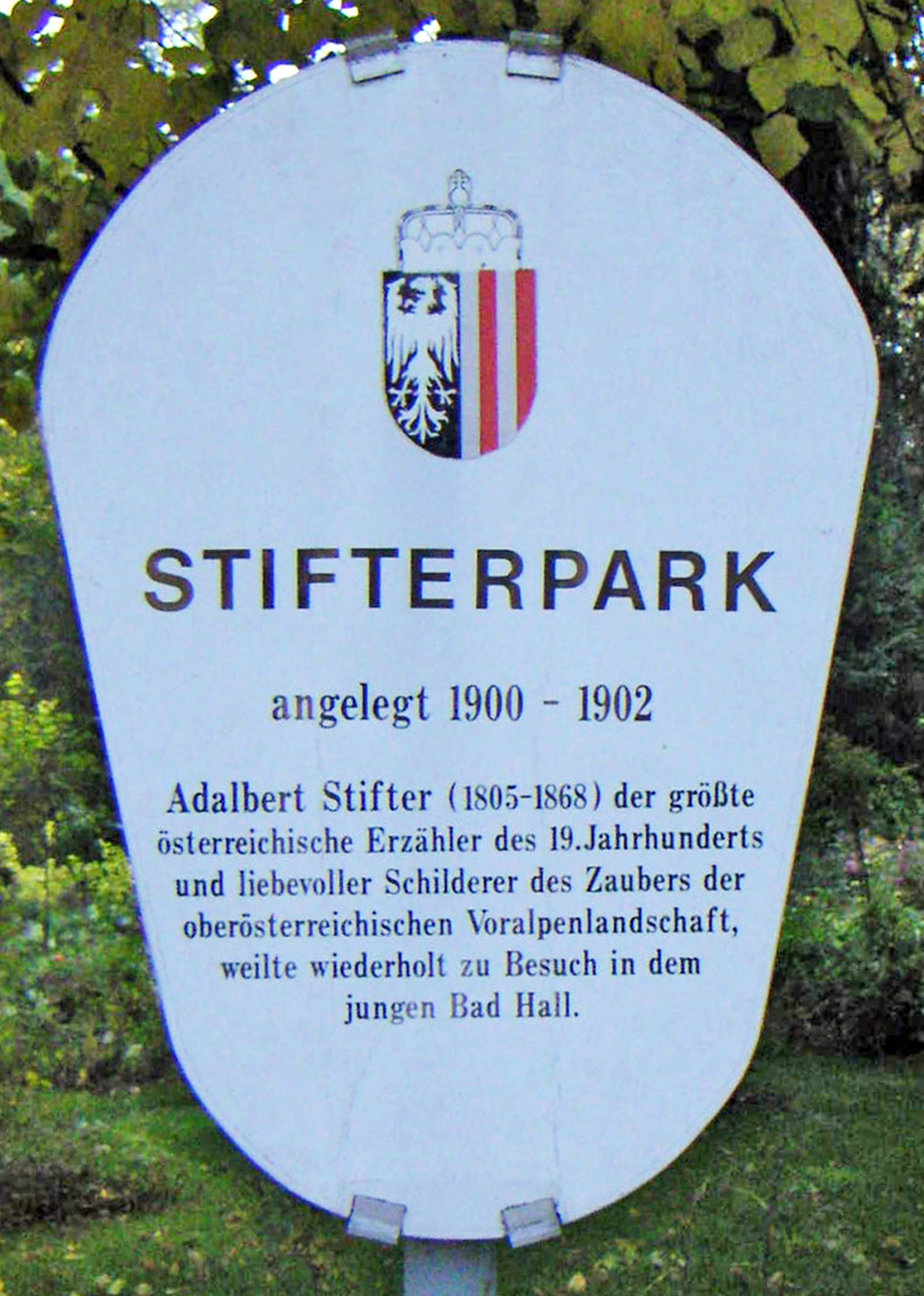
Widmungstafel Stifterpark

Adalbert Stifter besuchte Bad Hall dreimal. Im Sommer 1829 kam er mit seiner Jugendliebe Fanni Greipl nach Hall. Nachdem das Verhältnis gescheitert war, mied er Hall drei Jahre lang. Seinen Schmerz verarbeitete er in folgendem Text:
„Es ist mir vergönnt gewesen, dort im Park und in Hall zu wandeln und einen Teil jenes Doppeltraumes zu träumen, den der Himmel jedem Menschen nur einmal und gewöhnlich vereint gibt, den Traum der Jugend und der ersten Liebe. Er ist es, der eines Tages aus den tausend Herzen eines hervorhebt und es als unser Eigentum, als unser einzigstes und schönstes in unsere Seele prägt und dazu die Fluren, wo es wandelte, als ewig schwebende Gärten in die dunkle, warme Zauberfantasie hängt …“
Unter der Verwaltung von Josef Hillischer wurde 1857 der erste hölzerne Musikpavillon errichtet. Fünf Jahre später, 1862, folgte das Brunnenweibchen (früher Brunnenknabe), eine Vogeltränke im Park, welche zu den ältesten Denkmälern im Kurpark zählt. 1866 folgte die Villa Rabl und ihre 9000 Quadratmeter große Parkanlage, welche zusammen im Jahr 1907 vom Land Oberösterreich gekauft wurden. Zwischen 1869 und 1870 wurde die Hillischer-Villa auf der sogenannten „Goaß-Leiten“ errichtet. Nach dem Bau der neuen Trinkhalle und der Erweiterung des Parks 1873 umfasste er rund 27.000 Quadratmeter. Kurz darauf wurde vor der Trinkhalle ein weiterer Pavillon aufgestellt und nahe dem Badhaus verschaffte ein aufgeschütteter Hügel mit einer „Parapluie“ („Regenschirm“) genannten hölzernen Überdachung einen Panoramablick in die oberösterreichischen Voralpen. 1885 folgte die Errichtung der Körbl-Villa mit einem Garten und weitere zehn Jahre später wurde der Marienhof erbaut. 1902 entstand der Stifterpark als Erweiterung des Kurparks, wobei der Garten der Rabl-Villa einbezogen wurde. 1900 bis 1902 legte Josef Viktor Hillischer den Hauser-Park an, welche von 1903 bis 1905 vergrößert wurde. Dabei wurden auch die Bäume der Priel-Allee gepflanzt, die als Sichtachse auf den großen Priel geschaffen wurde. Der Gedanke dazu kam von Erzherzog Otto. 1906 wurde die Schiller-Linde gepflanzt und der Anzengruber-Stein aufgestellt. 1909 wurde Adalbert Stifter zu Ehren der neue Parkteil Adalbert-Stifter-Park genannt.
1944 begann man im Kurpark Bad Hall mit dem Bau von Luftschutzstollen, die wegen des Kriegsendes nie fertiggestellt wurden. Heute erinnern nur die Rinnen am Abhang zum Sulzbach an die einstigen Stollen.
Um 1950 wurden die Hadringer-Flächen, der Sonnenweg in der alten Schottergrube und der Auwald am Sulzbach in den Park einbezogen. Eine Sturmkatastrophe 1953 entwurzelte viele alte Bäume, außerdem wurde der Quelltempel zerstört. 1970 entfernte man die Zäune rund um die Villen, womit ein großes zusammenhängendes Parkareal entstanden war. Im 20. Jahrhundert kaufte das Land Oberösterreich dort einige Grundstücke und die große Fläche konnte für die Landesgartenschau 2005 genutzt werden. Heute umfasst der Park etwa 34 Hektar.

## Bedeutende Gebäude

### Tassilo-Quelltempel

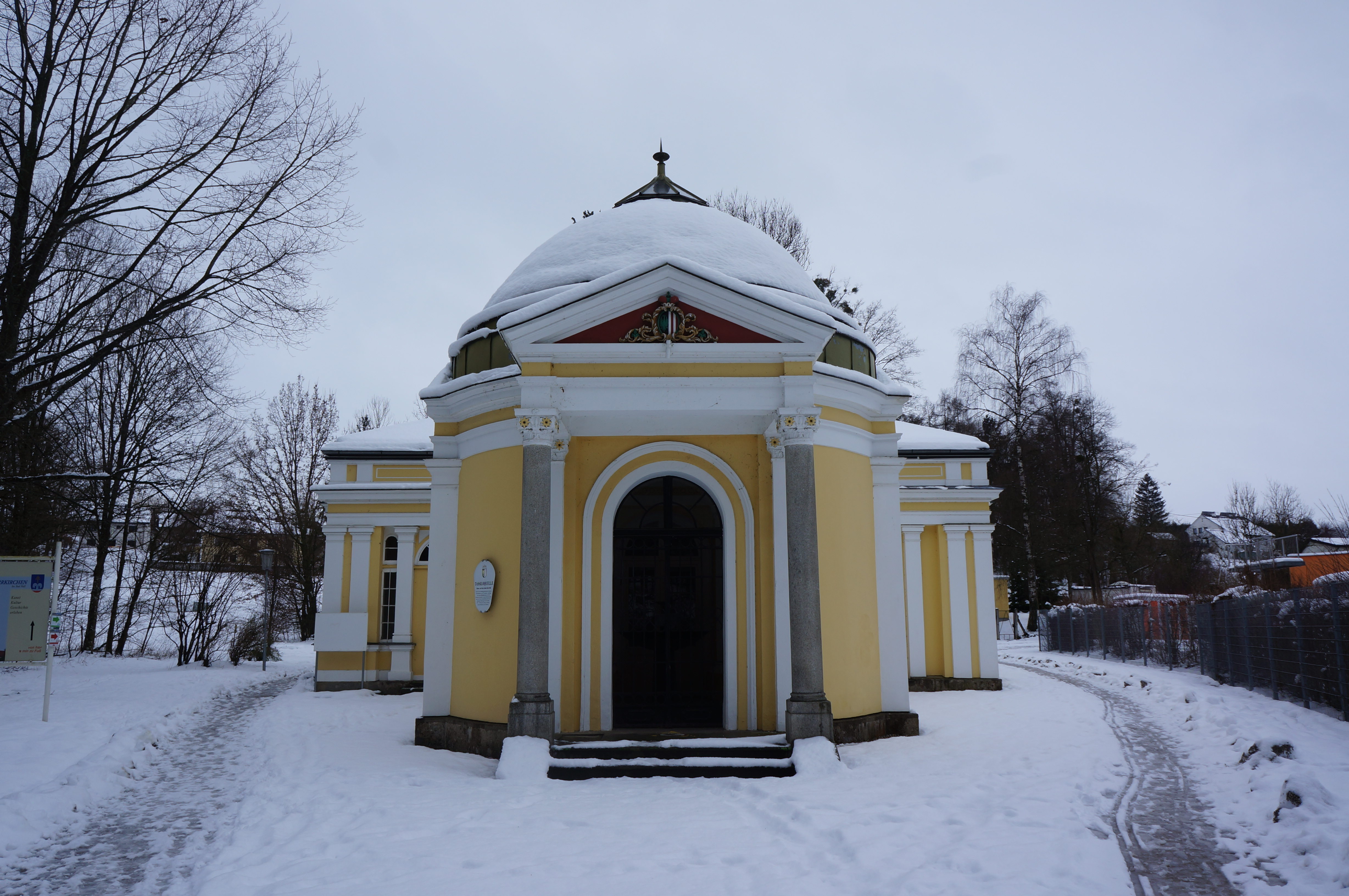
Tassilotempel

Die Tassiloquelle ist eine Jod-Sole-Quelle im Kurpark. Sie war eine Schenkung von Bayernherzog Tassilo III. im Jahre 777 an das Stift Kremsmünster. Die Quelle war die Grundlage für die Kurbadkultur in Bad Hall und sprudelt in der Vorhalle des neoklassizistischen Baues. 1841 wurde der Quelltempel von der Wiener Kauffrau Maria Selig zum Dank für die Heilung ihrer Tochter gestiftet. Beim Bau des Tempels wurden Münzen aus der Römerzeit gefunden.

### Ehemaliges Kurhaus „Altes Badhaus“

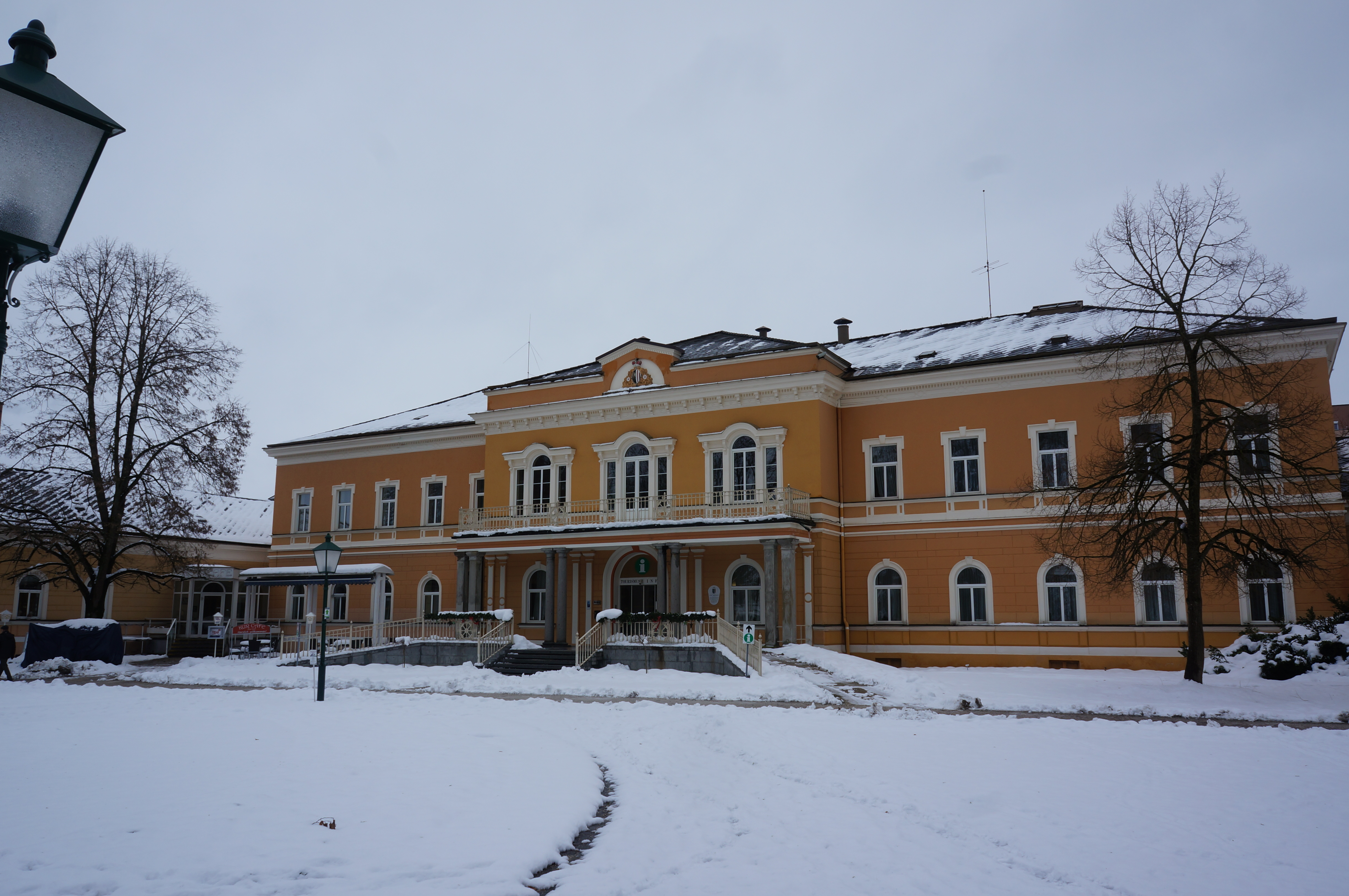
Altes Badehaus (Kurhaus)

Das ehemalige Landeskurheim wurde 1853–1855 nach Plänen von Paul Sprenger im neuklassizistischen Stil erbaut. Es diente als erstes Badehaus, deswegen ist das Gebäude auch unter dem Namen „altes Badhaus“ bekannt. Gleichzeitig mit der Errichtung des Gebäudes wurde der vordere Teil des Kurparks eröffnet. Ursprünglich war der Platz, auf dem das Badehaus errichtet wurde, für eine große zweitürmige Kirche vorgesehen. Die Gemeinde Hall entschloss sich jedoch dazu, den Bauplatz unentgeltlich zur Verfügung zu stellen. Zunächst wurden nur ein Frontaltrakt und zwei kleine Seitenzubauten mit insgesamt 36 Badekabinen errichtet. Bei der Planung war bereits der Platz für einen eventuell später notwendigen Ausbau berücksichtigt. Wegen der hohen Gästefrequenz musste bereits 1857 die Anzahl der Badekabinen erhöht werden. In den Jahren 1873, 1894, 1902, 1906, 1925/26 wurden wiederum weitere Zubauten zur Erweiterung des Therapieangebotes errichtet. Heute befinden sich der Tourismusverband Bad Hall-Kremsmünster und die Direktion des Eurothermenresorts Bad Hall im Haus.

### Villa Rabl

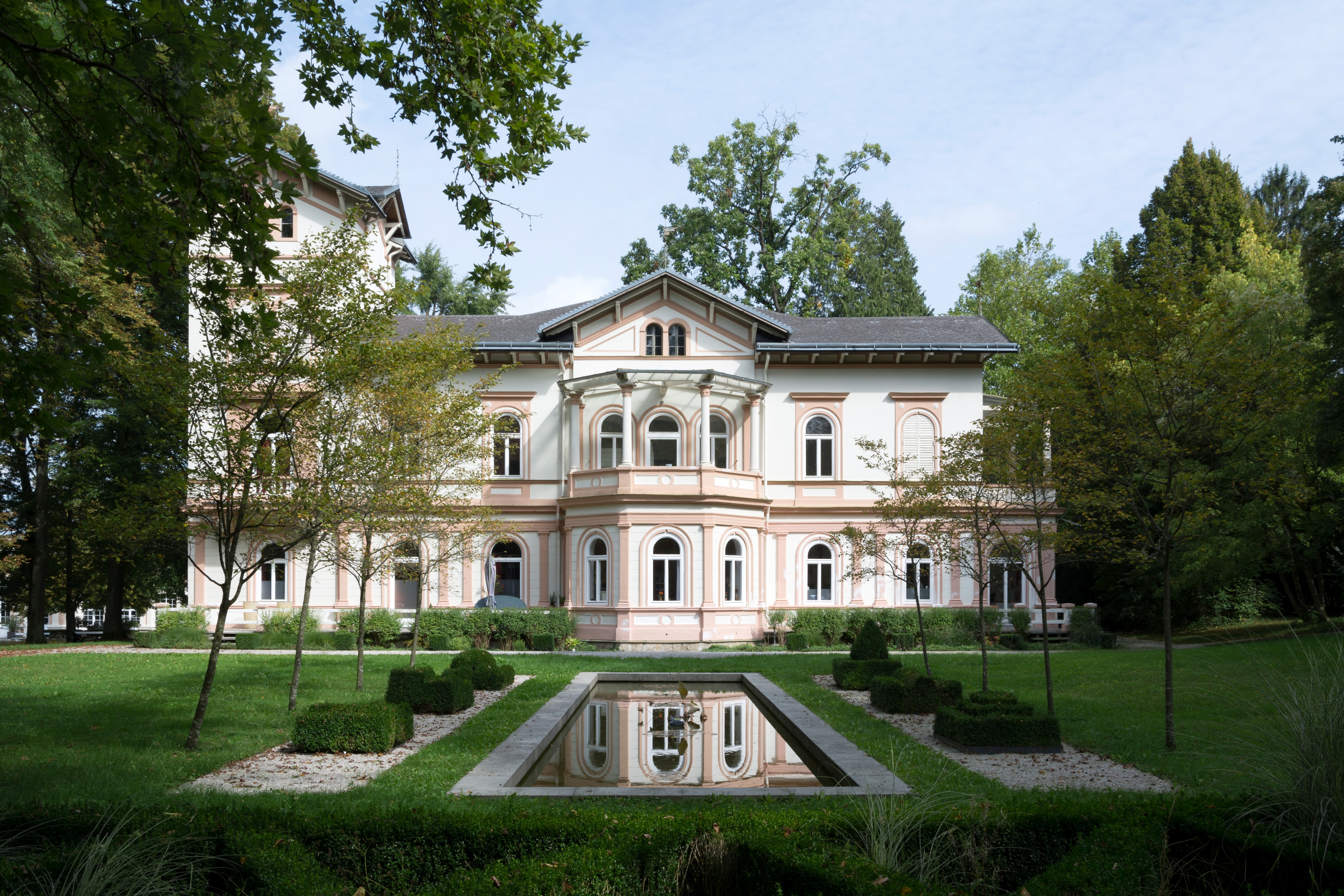
Rabl-Villa

Die Villa Rabl wurde 1866 im Auftrag des bedeutenden Kurarztes Johann Rabl 1866 erbaut. Die Pläne dafür stammen von den Wiener Architekten Adolph Derffel und Franz Roth. Die Renaissance hatte einen deutlichen Einfluss auf den Bau der Villa, was durch die klare Form ersichtlich ist. Das Gebäude zählt zu den ältesten erhaltenen Beispielen von bürgerlicher „Weltarchitektur“. Zurzeit befindet sich ein Kunstatelier darin.

### Gästezentrum Bad Hall (Trinkhalle)

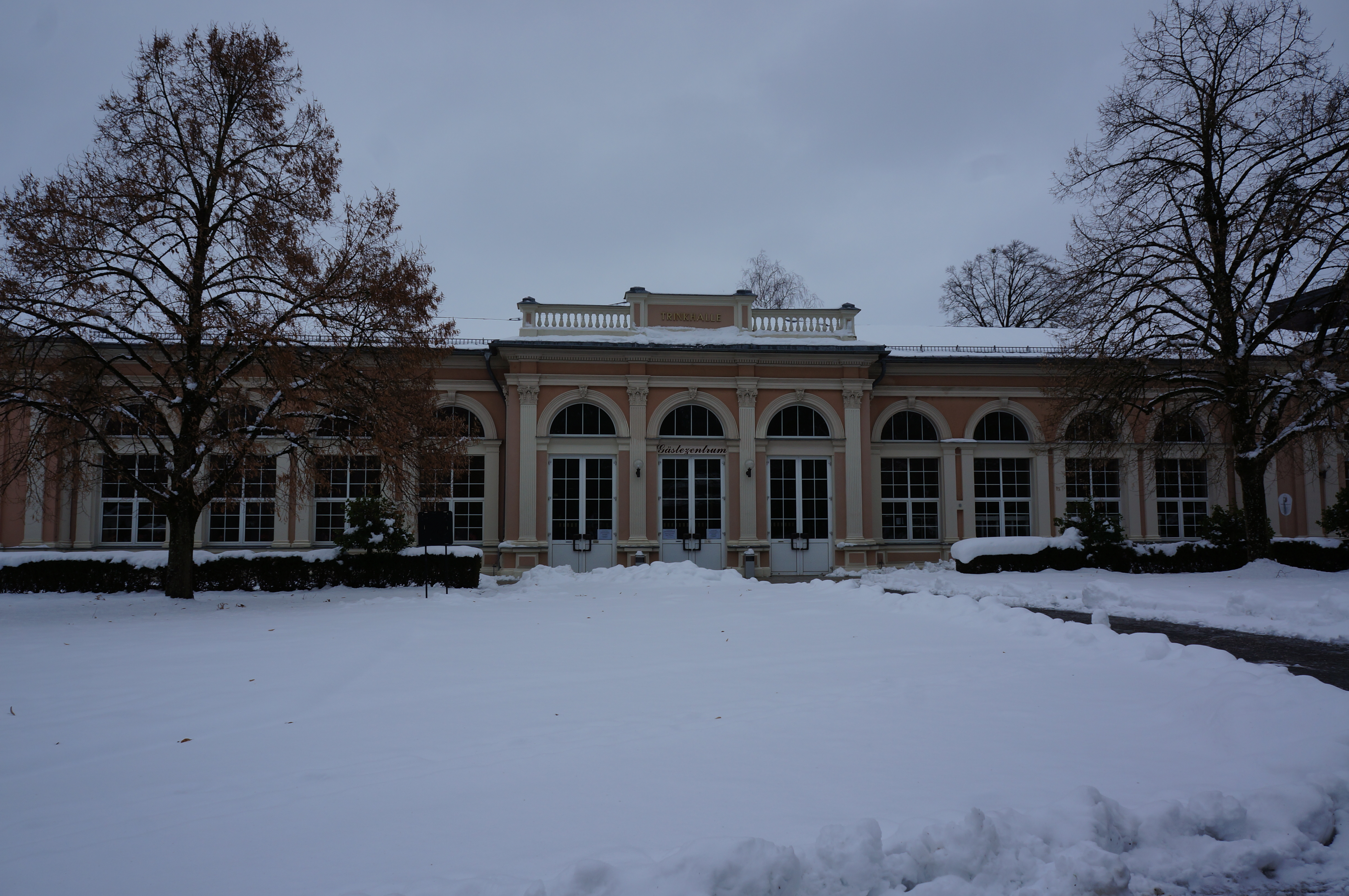
Trinkhalle (Gästezentrum)

1873 wurde das Gästezentrum Bad Hall (früher Trinkhalle) von der Landesbaudirektion nach dem Plan des Wiener Architekten Franz Roth erbaut, wobei das neoklassizistische Gebäude als Wandelhalle und zur Trinkwasserausgabe diente. Durch den Bau der neuen wurde die alte Trinkhalle aus dem Jahr 1857 beim Tassilo-Quelltempel im Sulzbachtal entwertet. Der langgestreckte Bau der neuen Trinkhalle hat ein vorspringendes Eingangsportal und hervorstehende Eckabschlüsse. Die Trinkhalle wurde von 1928 bis 1930 gemäß Plänen des Architekten Clemens Holzmeister um drei Säle und zwei Innenhöfe erweitert. 1980 erfolgten die letzten Umbauten. Die Trinkhalle wird heutzutage als Gäste- und Veranstaltungszentrum für Ausstellungen, Konzerte, Vorträge, Hochzeiten und Feierlichkeiten genutzt.

### Marienhof
Der Marienhof wurde 1895 errichtet. Er diente als Nebengebäude für das damals nobelste Haus Bad Halls, das Hotel Elisabeth. Hochadelige und hohe Offiziere der k.u.k. Monarchie waren dort untergebracht. Unter anderem war Erzherzog Otto, Vater des letzten österreichischen Kaisers Karl I., als Kurgast dort. Heute ist der Marienhof Teil der Eurothermen. Eine Neugestaltung des Vorplatzes wurde für die Landesgartenschau Oberösterreich 2005 vorgenommen.

### Sanatorium (heute: Hotel Miraverde)
Das Sanatorium wurde in den Jahren 1905–1907 im Auftrag von Fritz Ritter von Gerstel im Biedermeierstil errichtet. Architekt des Gebäudes war Ludwig Richter. Das Sanatorium diente im Zweiten Weltkrieg als Reservelazarett. Es wurde durch zahlreiche Umbauten grundlegend verändert. Im ehemaligen Sanatorium befindet sich heute das Hotel Miraverde des Eurothermen Resorts.

### Forum Hall („Neues Badhaus“)
Das Land Oberösterreich errichtete 1908 das zweite Kurhaus („Neues Badhaus“). Mauriz Balzarek plante die Innengestaltung des Hauses, wobei nur die Eingangshalle, heute der Kassenbereich, erhalten blieb. 1928/29 wurde das „Kaiser Franz-Josef-Badehaus“ durch einen Anbau erweitert. Es diente während des Zweiten Weltkrieges als Ausweichstation der gynäkologischen Abteilung der Landesfrauenklinik Linz. Deswegen musste die gesamte Bäderinstallation im ersten Obergeschoß entfernt werden. Nach Kriegsende diente das Haus kurzzeitig als amerikanisches Lazarett und danach als Truppenunterkunft für Amerikaner. 1949 wurde das neue Badehaus wieder für Kurzwecke eröffnet und war bis 1975 noch als Kurmittelhaus verwendet. Bis 1981 wurde das Gebäude als Nebenhaus des Landeskurheims genutzt.
Heute sind in dem Haus unter der Leitung des Vereins Forum Hall drei Museen untergebracht:
- Heimatmuseum: Das Heimathaus spiegelt die Ortsgeschichte Bad Halls wider.[25]
- Türen-Sammlung: Die Sammlung zeigt über 100 Türen und Tore aus dem Traunviertel.[26]
- Handwerkermuseum: 22 Landhandwerke, deren Arbeits- und Lebensbedingungen, Zunftwesen, Brauchtum und Strukturwandel durch die Industrialisierung werden dargestellt.[27]

### Landesvilla

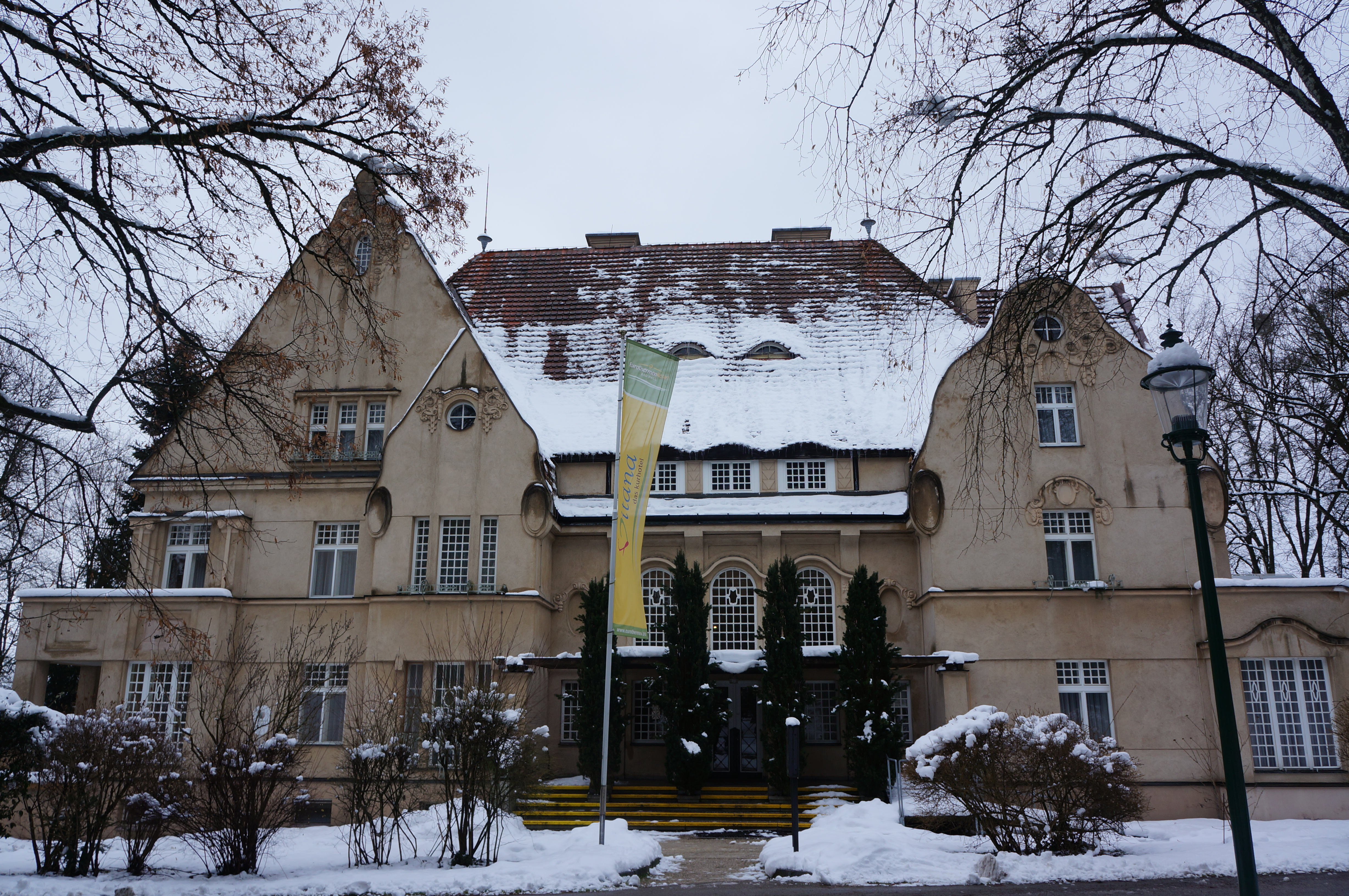
Landesvilla

Mitten im Kurpark Bad Hall befindet sich die Landesvilla, die in den Jahren 1912 bis 1914 nach Plänen von Mauriz Balzarek – Schüler von Otto Wagner – errichtet wurde. Auftraggeber war das Land Oberösterreich, die moderne Unterkünfte für noble Gäste im Kurort Bad Hall haben wollten. Bis heute hält sich das Gerücht, dass der deutsche Kaiser Wilhelm II. beabsichtigte, einen Besuch in Bad Hall zu machen. Doch das kann durch keine schriftliche Quelle belegt werden. Die Villa ist im Jugendstil gestaltet und zählt zu den bedeutendsten Jugendstilbauten Oberösterreichs. Das räumliche Konzept entspricht eher dem englischen Landhausstil. Die Villa hat eine zweigeschoßige Eingangshalle mit offener Holztreppe und einer Galerie. Auch die ursprüngliche Einrichtung ist nahezu komplett erhalten. Heute ist die Villa Teil des Eurothermen Resort.

### Musikpavillon
Direkt neben dem Springbrunnen befindet sich der Musikpavillon, der im Jahr 1908 ebenfalls nach Plänen von Mauriz Balzarek erbaut wurde. Der gestalterische Ansatz von Balzarek ist durch die strenge Geometrie der muschelförmigen Schale und der Wandpfeiler, wobei die dekorierten Jugendstilelemente nicht erhalten geblieben sind, ersichtlich. Bei Schönwetter spielen das Kurorchester und verschiedene Musikgruppen darin.

### Sonnenheim
Das Sonnenheim wurde 1929 im typischen Stil der späten 1920er Jahre erbaut. Es zeichnet sich durch eine klar unterteilte Fassade mit halbrunden oder risalitartig-eckig vorspringenden Anbauten an der Eingangsfront aus. Details an Balkon- und Fenstergittern sowie der Schriftzug „Sonnenheim“ schmückten das Gebäude. Sie wurden aber abgenommen bzw. verändert. Das Sonnenheim diente ebenfalls als Reservelazarett im Zweiten Weltkrieg. Auch Sophie Scholl besuchte in dieser Zeit einen Freund im Lazarett. Bis 2009 war dort der Sonnenpark – Rehazentrum für psychosoziale Gesundheit – untergebracht. Seit 2015 erfolgt die neue Nutzung als MIA – Miteinander Auszeit für Eltern mit Kindern. MIA ist ein gemeinsames Angebot der Österreichischen Gesundheitskasse, dem Land Oberösterreich und von pro mente reha.

### Gradiergrotte

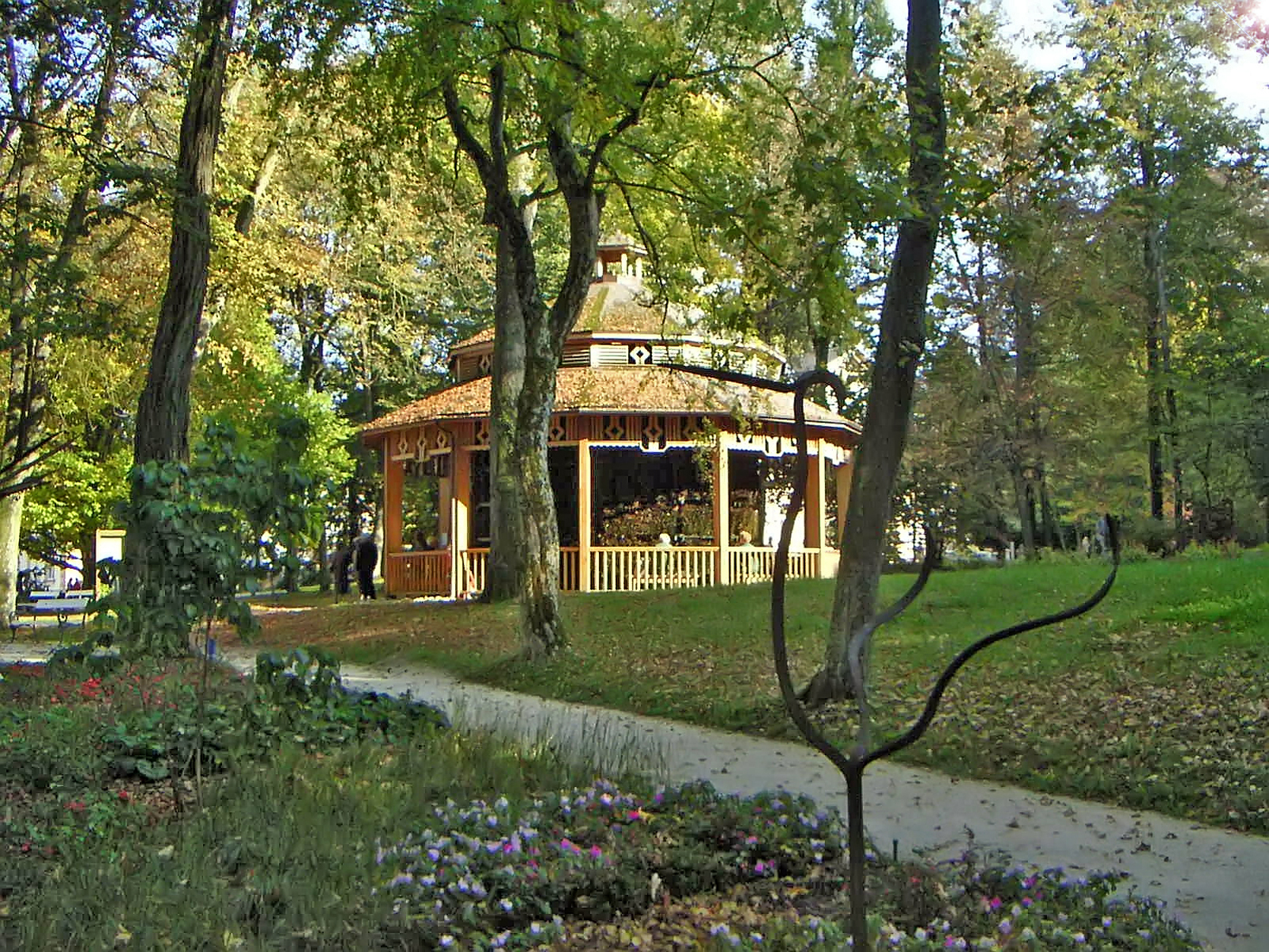
Gradiergrotte

Seit Juni 1999 gibt es die frei zugängliche Gradiergrotte im Kurpark Bad Hall. Innen rieseln aus 33 Düsen stündlich etwa 1000 Liter Jodsole über fünf Meter aufgeschlichtete Weißdorn-Bündel. Die Jodsole wird an den Dornenzweigen der Weißdorn-Bündel zerstäubt. Durch dieses Verfahren wird die Luftfeuchtigkeit erhöht und die Luft mit salzhaltigen und ätherischen Stoffen des Weißdorns angereichert. Das Freiluftinhalatorium fördert die Linderung von Atemwegserkrankungen und soll bei chronischer Bronchitis, Nasennebenhöhlenentzündungen und Asthma helfen.

## Denkmäler und Gedenkstätten

### Brunnenweibchen

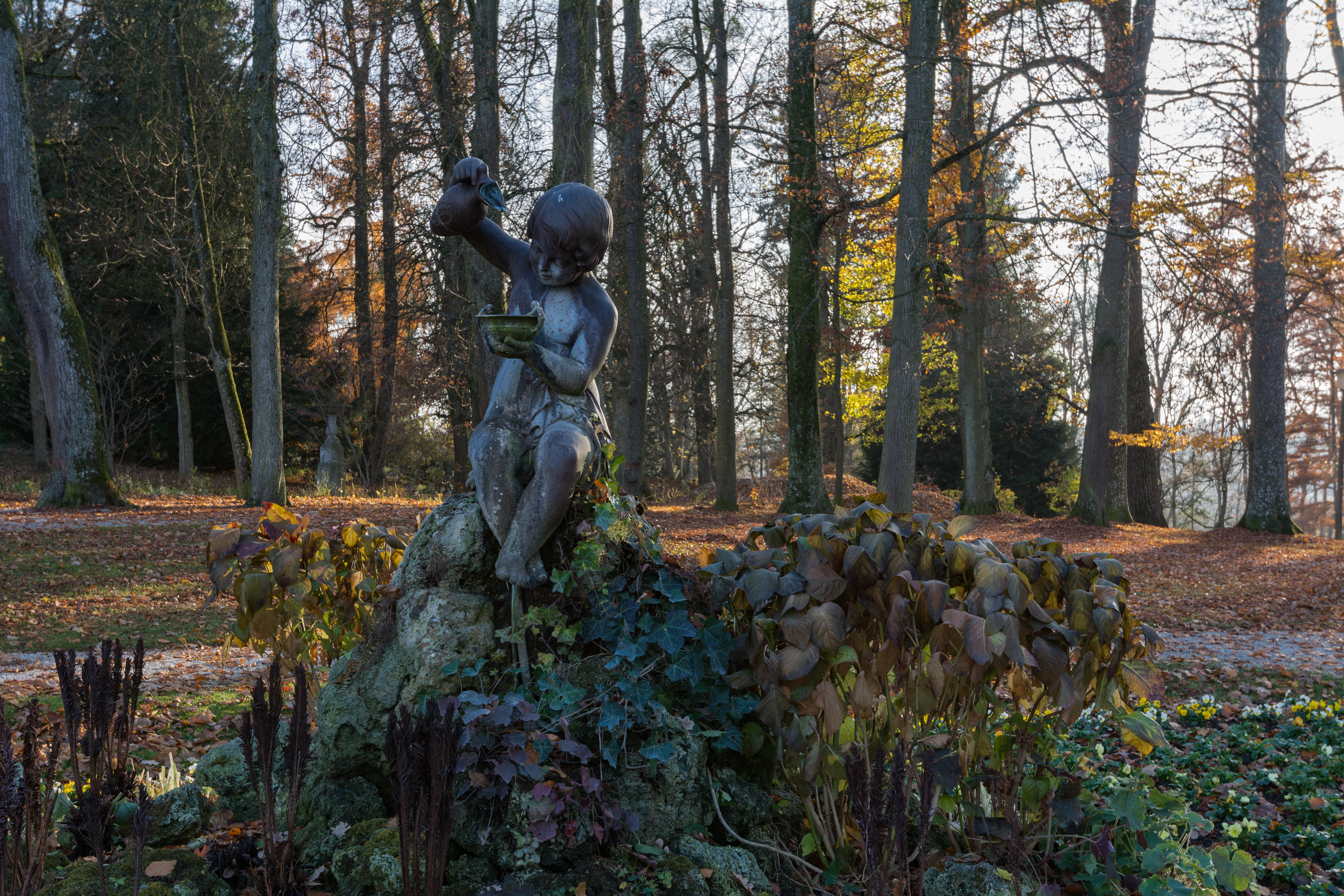
Brunnenweibchen im Kurpark Bad Hall

Das Brunnenweibchen, früher Brunnenknabe genannt, ist eines der ältesten Denkmäler im Park. Die Statue wurde 1862 als Vogeltränke neben dem Brunnen im Kurpark aufgestellt. Der Bildhauer und das genaue Geschlecht der Statue sind unbekannt. Franz Grillparzer war für mehrere Kuraufenthalte in Bad Hall und verweilte oft auf einer Parkbank vor dem Denkmal. Im Jahre 1866, als Grillparzer Bad Hall besuchte, wurde die Statue schon als Brunnenweibchen bezeichnet.

### Franzl-Wenger-Gedenkstein
Hinter der Gradiergrotte befindet sich ein Gedenkstein mit einem Gedicht über die Schönheit des Kurparks vom „Wenger Franzl“, der eigentlich Franz Stein (1882 – 1950) hieß. Als Waisenkind kam „Franzl“ Stein nach Bad Hall, wo er bei seinen Großeltern Wenger ein neues Zuhause fand. Der spätere Mundartdichter „Wenger Franzl“ widmete dem Kurpark 1948 ein Gedicht, das in Stein verewigt wurde.

Am Gedenkstein ist zu lesen:
„Ob des Frühlings Brautkleid dich bezaubernd schmückt, ob des Sommers Sonnengold die Flur beglückt, ob der Maler Herbst dein Blättermeer in Farben taucht, ob des Winters Starre dich in Himmelswolle haucht. Du Perle des Landes bezwingendes all, dein Heilborn er macht dich zum einzigen Hall“

### Ludwig-Anzengruber-Gedenkstein

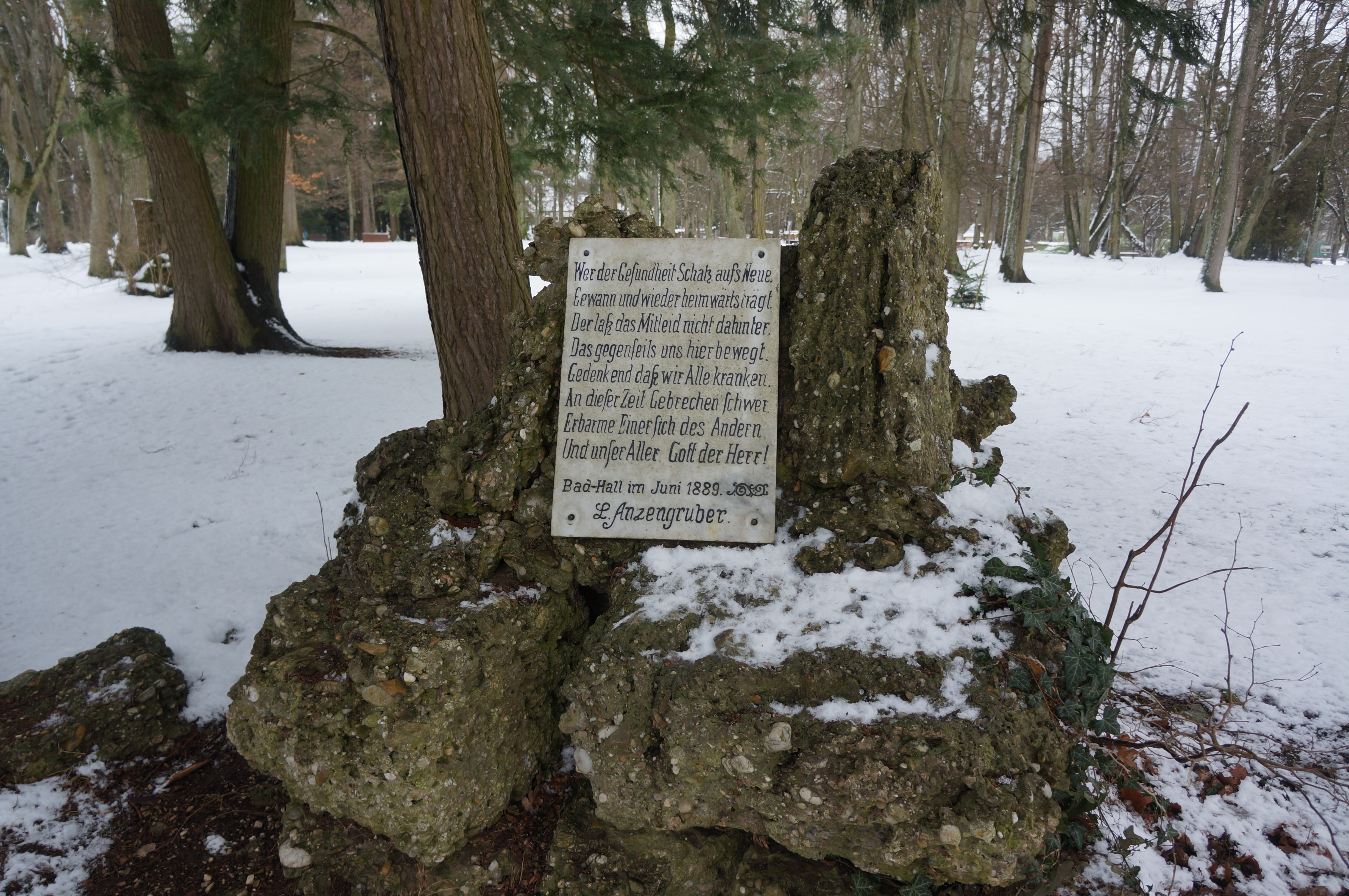
Ludwig-Anzengruber-Gedenkstein im Kurpark Bad Hall

Im Adalbert-Stifter-Park, ein Teil des Kurparks Bad Hall, befindet sich der Ludwig-Anzengruber-Gedenkstein. Auf ihm zu lesen ist ein Gedicht von Anzengruber (1839–1889), welches er während eines Kuraufenthaltes in Bad Hall im Juni 1889 verfasst hatte. Aufgestellt wurde das Denkmal 1906 von Franz Pesendorfer, damals Kurdirektor und später Bürgermeister von Bad Hall.
„Wer der Gesundheit Schatz aufs Neue. Gewann und wieder heimwärtsträgt. Der laß’ das Mitleid nicht dahinter. Das gegenseits uns hier bewegt. Gedenkend daß wie Alle kranken. An dieser Zeit Gebrechen schwer. Erbarme Einer sich des Andern. Und unser Aller Gott der Herr!“

### Robert-Stolz-Denkmal

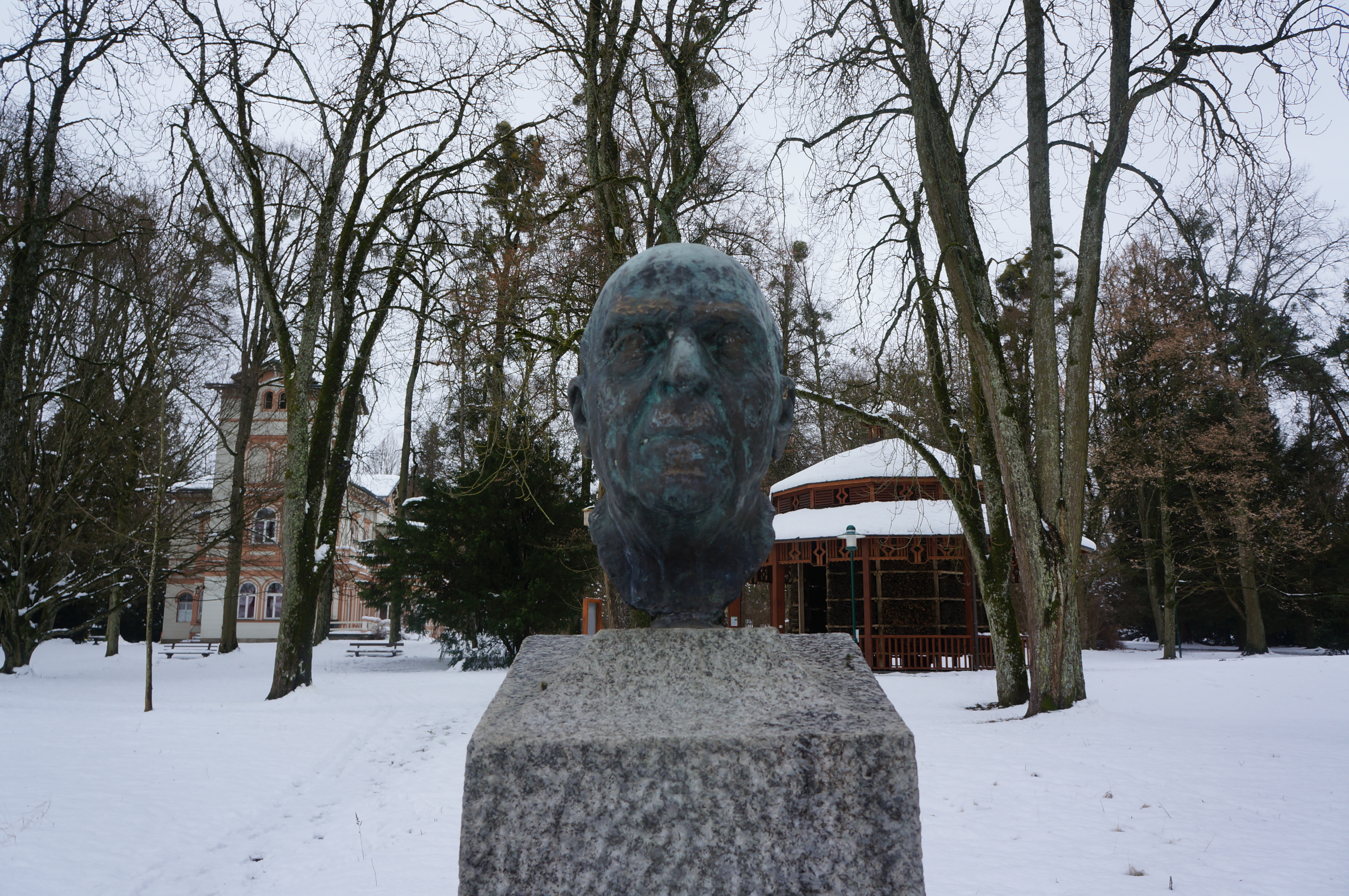
Robert-Stolz-Denkmal im Kurpark Bad Hall

Die Büste des Komponisten Robert Stolz wurde zum Gedenken an ihn im Kurpark aufgestellt. Seit 1984 besteht die Tradition im Stadttheater Bad Hall im Sommer Operetten aufzuführen. Im Zuge der Robert-Stolz-Festspiele wurden in den ersten fünf Jahren ausschließlich Werke des Komponisten gespielt. Im Jahre 1989 wurde der Name auf „Operettenfestspiele Bad Hall“ geändert. Seitdem werden auch Werke von anderen Komponisten aufgeführt. Mit dem neuen Intendanten Ernst Theis wurden 2017 die „Operettenfestspiele“ auf „Klang Bad Hall“ umbenannt.

### Gustav-Mahler-Gedenkstätte
Zu Ehren des ehemaligen Kapellmeister im Hillischer-Privat-Theater von Bad Hall, Gustav Mahler (1860–1911), wurde eine Gedenkstätte im Kurpark errichtet. Sie befindet sich an der Stelle des alten Sommertheaters am Hillischerweg. Mahler begann 1880 seine Karriere in Bad Hall, wo er eine Saison lang als Kapellmeister im Theater arbeitete.

## Landesgartenschau 2005
2005 fand die Landesgartenschau in Bad Hall, unter anderem im Kurpark, statt. Unter dem Motto „Ein Park blüht auf“ wurde der historische Kurpark neu gestaltet und weitere Themengärten und Installationen, wie die Spielplätze im Park, entstanden. Die Gesamtplanung und Bauaufsicht hatte Otmar Stöckl inne und die Projektleitung übernahm Christian Scholler. Die Gesamtinvestitionen (Projektkosten) betrugen 5,992 Millionen Euro, wobei 3,882 Millionen Euro vom Land Oberösterreich übernommen wurden.
Es wurden 29 Themengärten angelegt, darunter zum Beispiel ein Rosengarten, ein Steingarten, ein Futuristischer Garten, der Garten der Geheimnisse, ein Ruinengarten, ein Schattengarten, ein Tagliliengarten, ein Hortensiengarten, ein Villengarten, ein Tropischer Garten, ein Bauern- und Imkergarten, ein Gräbergarten und ein Meditationsgarten.
Die angelegten Blumenbeete umfassten 3.000 Quadratmeter und die Staudenbeete 5.000 Quadratmeter, mit mehr als 300.000 Blumen und Pflanzen. Es wurden drei große Spielplätze gebaut, ein Streichelzoo eingerichtet und insgesamt 100 Spielgeräte und 100 Gartenkunst-Skulpturen im Park installiert. Zudem sorgte ein breiter Veranstaltungskalender mit 2.000 Events, unter anderem mit Konzerten und Seminaren, für ein erweitertes Rahmenprogramm.
Die öffentlich-rechtliche Dienstleistungsorganisation Oberösterreich Tourismus teilte mit, dass bis Oktober 2005 etwa 380.000 Besucher gezählt wurden. Zudem wurde ein Gästezuwachs von 38,4 % und ein Nächtigungsplus von 4,5 % in Bad Hall und der umgebenden Region festgestellt. Eine Besucheranalyse von etwa 1.000 Gästen (45 % Männer und 55 % Frauen) ergab eine hohe Zufriedenheit in puncto Gestaltung des Geländes, die Vielfalt der ausgestellten Blumen und Pflanzen und das Angebot für Familien mit Kindern. 70 % der Besucher kamen aus Oberösterreich. 35 % gaben an, die Landesgartenschau mehrfach besucht zu haben.

## Flora und Fauna

### Pflanzenbestand

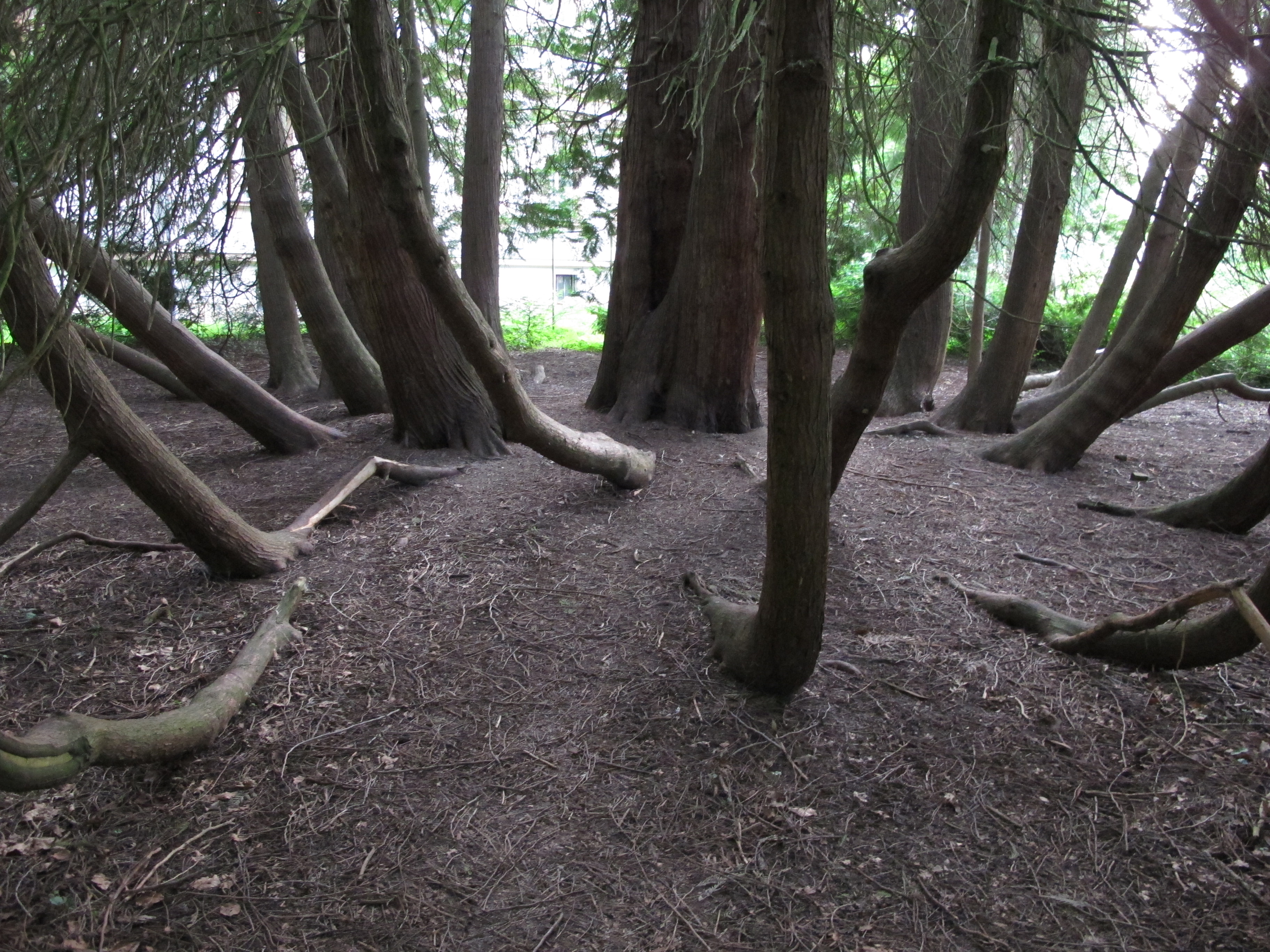
Riesen-Lebensbaum mit 28 Stämmen im Kurpark

Auf einer Waldfläche von 9,2 ha hat der Kurpark Bad Hall einen beachtlichen Baumbestand zu bieten. Rotbuchen, Eschen und Eichen waren die ersten Bäume, welche bei der Entstehung des Parks gepflanzt wurden. Danach stieg ihr Bestand stetig an. Mittlerweile befinden sich über 1000 Bäume und um die 100 Sträucher im Park. Einige davon sind mehr als 100 Jahre alt. Neben den Wegen, welche von Rosskastanien-, Bergahorn- und Lindenreihen begleitet werden, sind in den Waldpartien viele andere Baumarten vertreten. Als Auswahl seien erwähnt:
Laubbäume:
Ginkgo (Ginkgo biloba), Manna-Esche (Fraxinus ornus), Gemeine Esche in Hängeform (Fraxinus excelsior f. pendula), Gewöhnlicher Trompetenbaum (Catalpa bignonioides), Blauglockenbaum (Paulownia tomentosa), Amerikanischer Zürgelbaum (Celtis occidentalis), Blutbuche (Fagus sylvatica f. purpurea), Rosarandige Blutbuche (Fagus sylvatica f. roseomarginata), Hänge-Buche (Fagus sylvatica f. pendula), Farnbuche (Fagus sylvatica f. asplenifolia), Tulpenbaum (Liriodendron tulipifera), Silber-Ahorn (Acer saccharinum), Weißbunter Eschen-Ahorn (Acer negundo f. flamingo), Roteiche (Quercus rubra), Scharlach-Eiche (Quercus coccinea), Klettenfrüchtige Eiche (Quercus macrocarpa), Kaukasische Flügelnuss (Pterocarya fraxinifolia), Amerikanische Linde (Tilia americana), Ahornblättrige Platane (Platanus × hispanica), Japanische Zierkirsche (Prunus serrulata), Efeubaum, Felsenbirne (Amelanchier), Amurkorkbaum (Phellodendron amurense), Schwarznuss (Juglans nigra), Götterbaum (Ailanthus altissima), Flaumeiche (Quercus pubescens Willd.), Gemeiner Goldregen (Laburnum anagyroides), Judasbaum (Cercis) und Mammutbaum (Sequoioideae).
Nadelbäume:
Schierlingstannen (Tsuga sp.), Echte Sumpfzypresse (Taxodium distichum), Abendländischer Lebensbaum (Thuja occidentalis), Morgenländischer Lebensbaum (Thuja orientalis), Riesen-Lebensbaum (Thuja plicata), Lawsons Scheinzypresse (Chamaecyparis lawsoniana), Virginischer Wacholder (Juniperus virginiana), Beschuppter Wacholder „Meyeri“ (Juniperus squamata f. mayeri), Japanische Lärche (Larix kaempferi) und Douglasie (Pseudotsuga menziesii).
Sträucher:
Chinesische Zaubernuss (Hamamelis mollis), Sanddorn (Hippophae rhamnoides) und Pimpernuss (Staphylea pinnata).
Wildkräuter, Blumen und Beetpflanzen:
Auch Wildkräuter sind im Park zu finden, so zum Beispiel Scharbockskraut (Ficaria verna), Mädesüß (Filipendula), Indisches Springkraut (Impatiens glandulifera), Giersch (Aegopodium podagraria), Große Klette (Arctium lappa), Schwarzer Hollunder (Sambucus nigra), Löwenzahn (Leontodon), Brennnessel (Urtica), Brombeere (Rubus sectio Rubus), Himbeere (Rubus idaeus), Frauenmantel (Alchemilla), Schafgarbe (Achillea), Nelkenwurz (Geum), Waldmeister (Galium odoratum), Gänseblümchen (Bellis perennis), Spite-Breitwegerich (Plantago major), Gundermann (Glechoma hederacea), Gänsefingerkraut (Potentilla anserina L.), Brunnenkresse (Nasturtium), Klee-Arten (Trifolium), Lungenkraut (Pulmonaria), Bärlauch (Allium ursinum), Vogelmiere (Stellaria media), Schlüsselblume (Primulaceae), Knoblauchrauke (Alliaria petiolata (M. Bieb.) Cavara & Grande), Wiesenkerbel (Anthriscus sylvestris), Quendel (Thymus), Walderbeere (Fragaria vesca), Hirtentäschel (Capsella) und Karde (Dipsacus).
Weitere erwähnenswerte Pflanzen sind die Sumpfdotterblume (Caltha palustris), einige Hahnenfuß-Arten (Ranunculus), Gräser, Buntnesseln und mehrere Arten von Disteln.
In den Beeten werden im Frühjahr insbesondere Hornveilchen (Viola cornuta), Stiefmütterchen (Viola wittrockiana) und Tulpen (Tulipa cultivar) gesetzt. Im Sommer werden dort Hawaiifuchserl (Impatiens neuguinea), großblumige Tagetes (Tagetes erecta), stehende Pelargonie (Pelargonium zonate), Ageratum, Blumenrohr (Canna), Wandelröschen (Lantana camare), Taubnessel (Lamium), Eisbegonie (Begonia Semperflorens) und Prachtkerze (Gaura) gepflanzt.

### Tierwelt
Der Kurpark ist Lebensraum zahlreicher Tiere. Dazu zählen unter anderem Rehe, Eichhörnchen, Hasen, diverse Vögel, Hornissen, Bienen, Eidechsen und Schlangenarten, wie Kreuzotter, Ringel- und Äskulapnattern.